# О евреях и их лжи
«О евреях и их лжи» (нем. Von den Juden und ihren Lügen) — памфлет против евреев, написанный в 1543 году Мартином Лютером и опубликованный в Виттенберге. Памфлет состоит из 394-х пронумерованных отрезков и разделён на четыре части. По объёму работа соответствует примерно 85 страницам формата А4.

## История написания
Отношение Мартина Лютера к евреям несколько раз менялось. От поддержки позиции католической церкви он с начала Реформации перешёл к пропаганде эмансипации евреев и до 1537 года стремился обратить их в лютеранство без использования каких бы то ни было репрессий благодаря их эмансипации и ликвидации их дискриминации. В последние девять лет своей жизни отказался от этих своих прежних воззрений и выступал за их преследование с целью вынудить принять лютеранство силой.
В письме к Георгу Спалатину, датированном 1514 годом, Лютер, будучи ещё католиком, писал:
|  | Переход евреев в христианство является делом Божьим, а не человеческим. ... Гнев Божий является для них осуждением их неисправимости, а как написано в Экклезиасте, тому, кто не исправится, воздастся по заслугам. |

Став критиком католической церкви, Лютер считал, что неистинное вероучение католической церкви препятствует переходу иудеев в христианство. Он верил в то, что подойдя к вопросу деликатно, можно добиться превращения иудеев в адептов лютеранства. Инициатор Реформации высказывал огорчение их бедственным положением. Независимо от изменений его отношения к иудаизму и еврейским религиозным общинам он всегда утверждал, что тот, кто говорит о том, что Иисус Христос не родился евреем — еретик.
В 1519 году Лютер пишет:
|  | Абсурдным для теолога является ненависть к евреям. ... Как иудей примет нашу веру, когда видит ненависть и враждебность к себе? В нашем поведении к ним мы менее похожи на христиан, чем звери |

В 1523 году Лютер выпускает памфлет «Иисус Христос родился евреем». На протяжении многих лет своей жизни Лютер был в очень хороших отношениях с представителями иудейской веры, а с некоторыми из них даже водил близкое знакомство.. В комментарии на Псалом 22 (примерно 1519 г.) Лютер осуждает католических проповедников, которые не способны ни на что, кроме как «преувеличивать проступки евреев по отношению к Иисусу Христу и тем самым сеять озлобление против евреев в сердцах верующих». В памфлете «Иисус Христос родился евреем» Лютер писал:
Если бы апостолы, которые также были евреями, обращались с нами, язычниками, так же, как мы, язычники, обращаемся с евреями, то из язычников никогда не получилось бы ни одного христианина
Советую, прошу каждого поступать с евреями по доброте и обучать их Евангелию. В таком случае мы можем надеяться, что они придут к нам. Если же мы употребляем грубую силу и поносим их, обвиняем их в использовании христианской крови, чтобы освободиться от зловония, и не знаю, в каком ещё вздоре, поступаем с ними как с собаками, то чего доброго мы можем ждать от них? Наконец, как мы можем ждать их исправления, когда мы запрещаем им трудиться среди нас в нашем сообществе, вынуждаем их заниматься ростовщичеством? Если мы хотим им помочь, то мы должны относиться к ним не по папистскому закону, а по правилам христианского милосердия. Мы должны по-дружески их принимать, позволить им жить и работать вместе с нами, и тогда они сердцем будут с нами, а если некоторые и останутся при своём упорстве, что плохого в том? И из нас не каждый – добрый христианин
Ибо наши глупцы: папы, епископы, софисты и монахи, – большие ослиные головы – до сего дня так обращались с евреями, что тот, кто хотел быть добропорядочным христианином, был почти что вынужден стать евреем. А если бы я был евреем и наблюдал, как подобные олухи и тупицы правят и преподают христианскую веру, я бы скорее стал свиньёй, нежели христианином
Однако впоследствии он значительно изменил свои взгляды. По всей видимости, иудеи, имевшие дело с лютеранами, не помогли им в распространении их веры, и не оправдали надежд Лютера, считавшего, что хотя не следует ожидать обращения всех евреев в христианство, но многие евреи примут крещение после того, как услышат его проповедь, и тем докажут преимущество лютеранского миссионерства в сравнении с католическим. Лютеране начали кампанию против евреев лишь после рейхстага 1530 года, на котором лидеры иудаизма не только оправдались от обвинения в соучастии в отступничестве лютеран, несмотря на реформу христианства Лютером в направлении большего сближения с иудаизмом, но и представили доказательства своего активного участия в защите католиков от их преследований лютеранскими правителями. Выяснив, что вместо открытых по просьбе иудейских общин новых синагог и школ действуют подпольные католические храмы и пункты католической катехизации, лютеране начали запрещать синагоги и еврейские школы и втянулись в борьбу против евреев, которую ранее категорически осуждали.
К примеру, один из поддерживавших Лютера курфюрстов, его сюзерен в 1536 году запретил евреям заниматься торговлей и путешествовать по своим владениям. Попытки Йозеля Росхайма добиться аудиенции у Лютера, чтобы тот воздействовал на курфюрста, не увенчались успехом. Лютер как верный вассал должен был поддержать своего сюзерена. Кроме того, возможно, он и сам был возмущён, что доброта лютеран не приводит к ожидаемым результатам — переходу достаточно большого числа иудеев в лютеранство. В связи с этим он в своём письме посоветовал Йозелю искать других посредников. Этот эпизод является поворотным в отношении Лютера к евреям.
Кроме того, к началу 40-х годов XVI века Лютер стал свидетелем перехода (последовавших его эмоциональному (и, видимо, казавшемуся ему тогда чисто риторическим) совету о поведении добропорядочных христиан) гуситов в иудейскую веру, что могло повлечь его обвинения в пропаганде иудаизма — ведь это начатая им Реформация привела к появлению бесчисленного множества христианских конфессий и тем настолько подорвала авторитет христианской церкви в целом, что его риторический совет стал актуальным — и убедило его в полной бесперспективности дальнейших попыток использования иудеев в своих целях, а также послужило толчком к написанию памфлета «О евреях и их лжи». Работа в целом получилась достаточно эмоциональная и даже служит современным психологам материалом для исследования феномена верноподданнического религиозного фанатизма. Чрезвычайно высокое количество персевераций, особенно на тему, что сам Лютер — «конечно же, не иудей», трактуется некоторыми исследователями как подсознательное стремление Лютера побороть или «перекричать» свои собственные сомнения.

## Краткое содержание
Лютер начинает с того, что евреи действительно были избраны Богом для особой цели. Впоследствии, приводя примеры Божьего промысла в отношении, к примеру, передачи первенства (от Измаила Исааку, от Исава Иакову), Лютер выводит, что богоизбранность была передана от евреев христианам. В отношении права по рождению он аргументирует, что, в конце концов, все христиане имеют одного общего с евреями прародителя — Ноя. Одним из самых сильных аргументов в пользу передачи богоизбранности Лютер считает невозможность того, чтобы Бог посылал столько страданий на голову своего народа: «Потому что такой жестокий гнев божий [полторы тысячи лет разрушения Храма и рассеяния евреев по миру — прим.] слишком явно показывает, что они обязательно ошибаются и блуждают в неправоте, это и ребёнку ясно. […] Эти страшные деяния говорят о том, что евреи, конечно же, отвергнуты богом и уже не суть его народ, как и он не есть их бог».
Работа изобилует советами христианам о том, как вести себя с иудеями, что отвечать им на их козни и как разоблачать их ложь, хотя в начале автор предупреждает, что разговаривать с иудеями больше не о чем, так как им уже ничто не поможет, и что дальнейшее не для них, а для христиан и во имя укрепления христианской веры.

### Богоизбранность в понимании иудеев по Лютеру
«У них есть одно основание для того, чтобы кичиться и превозносить себя сверх всякой меры: они, действительно, появились на земле от достойнейших прародителей — Авраама, Сарры, Исаака, Ревекки, Иакова и от двенадцати патриархов и т. д., от святого народа Израиля, как признаёт Святой Павел, утверждающий (Рим. 9:5): „Их [израильтян] и отцы, и от них Христос…“ И Сам Христос заявляет (Ин. 4:22): „Спасение от Иудеев“. Потому-то и восхваляют они себя как благороднейших, более того, — как единственно благородных людей на земле; а мы — гои, язычники по сравнению с ними; мы в их глазах — не люди, нам грош цена, мы — жалкие черви. И все это потому, что мы не принадлежим к их высокому, благородному роду, у нас не то происхождение и не те прародители. Это — один из их доводов и одно из оснований, опираясь на которое, они упорствуют [в своей вере] и восхваляют себя». И, по мнению Лютера, это, действительно, — один из важнейших и сильнейших [аргументов]. Но он не может относиться к тем из них, кто упорствует в своём отрицании подлинного Мессии — Иисуса Христа — и христианства.
Евреев Лютер критикует прежде всего за то, что они гордятся своим происхождением от Авраама. Он напоминает, что ветхозаветные праведники и пророки никогда не хвалились своим происхождением, но, напротив, всячески смиряли себя (Давид: Пс. 50:7). Богоизбранность евреев (Ин. 4:22), согласно Лютеру, носила исторический характер и была упразднена после прихода Иисуса Христа — так в 4-й части своего памфлета толкует Лютер ветхозаветное пророчество о сыновьях Иуды (Быт. 49:10). Разрушение Иерусалима в 70 году и изгнание из него евреев служат доказательствами того, что Бог их оставил, а их землю передал другим народам.
Также Лютер вслед за апостолом Павлом утверждает недостаточность, а следовательно, и адиафорность обрезания в деле спасения, приводя в пример жизнь Иова и проповедь Ионы ниневитянам. В целом аргументы Лютера против обрезания аналогичны критике индульгенций (см. 95 тезисов) с позиций того, что люди спасаются верой, а не делами (Sola fide).

### Ложное понимание мессии иудеями по Лютеру
По мнению Лютера, иудеи — не избранный, а проклятый народ («дьявольское отродье»), отвергший своего спасителя. Он неоднократно цитирует Иоанна Крестителя, назвавшего иудеев порождениями ехидны (Мф. 3:7). Этот пассаж Лютер толкует через оппозицию семени жены и семени змея (Быт. 3:15), которые находятся в отношении конфликта на протяжении всей человеческой истории. Ожидание евреями другого мессии в виде царя, который положит все царства земные к их ногам, по его мнению, — не более чем самообман, ибо Ветхий Завет утверждает вселенского, а не национального спасителя (Ис. 2:2). Кроме того, обетованное царство Мессии не может быть земным царством, ибо Библия утверждает его вечность (2Цар. 7:13). Лютер обращает внимание на то, как часто обманывались евреи, принимая за мессию бунтовщика Бар-Кохбу и даже персидского царя Кира.

### Ложь на Христа и Богоматерь иудеев по Лютеру
В 10-й части Лютер критикует евреев за то, что хотя они признают историческое существование Иисуса Христа, но, по его мнению, считают его незаконнорождённым волшебником и инструментом дьявола, а мать его Деву Марию — блудницей (нем. Hure). «Они не понимают, что за это они прокляты Богом. Упорствуя, они умножают свои мучения: до сих пор у них нет своего государства, они скитаются по земле, оставаясь всем чуждыми».

### Критика ростовщичества иудеев по Лютеру
На всём протяжении своего памфлета Лютер то и дело отходит от чисто теологической критики и обвиняет иудеев, в том числе, и в злобе, зависти, ненависти друг к другу, попытках захватить власть для расправы друг с другом, паразитизме: «Они суть воры и разбойники, у которых нет ни крохи во рту, ни нитки на теле, которую бы они не украли или не отняли у нас посредством их проклятого ростовщичества. Они живут каждый день только благодаря воровству и грабежу, с жёнами и детьми, как закоренелые воры и оккупанты, в полной и беззаботной самонадеянности. Ростовщик — это закоренелый вор и оккупант, который должен висеть на виселице в семь раз выше всех других воров».

### Антисемитскиерекомендации Лютера
Поскольку, по мнению Лютера, христианам ни евангелизировать иудеев без репрессий, ни терпеть живущих среди них иудеев более невозможно, его рекомендации относительно принуждения этого народа к переходу в лютеранство носят следующий характер:
- во-первых, сжечь (а что не сгорит, то засыпать землёй) все их синагоги и школы;
- во-вторых, подобным образом разрушить и их дома, ибо в домах они могут устроить то же, что и в синагогах и школах (явно не называется в этом памфлете, но больше всего лютеран раздражали католические богослужения и католическая катехизация в синагогах, школах и домах евреев — то, о чём до рейхстага 1530 года они не подозревали);
- в-третьих, изъять религиозную иудейскую литературу;
- в-четвёртых, подобно тому, как римский папа за обман христиан утратил право их учить, запретить раввинам преподавать, так как они в противоположность закону Господа своенравно пользуются послушанием несчастного народа и пропитывают его ядом, проклятиями и богохульством, а всех книжников и талмудистов посадить в тюрьмы;
- в-пятых, запретить иудеям свободное перемещение по стране, если же это не будет сделано законом, то протестанты вправе грабить их на дорогах[15];
- в-шестых, запретить им ростовщичество, изъять у них все деньги и драгоценности из серебра и золота (то есть оставить им только медные деньги, расписки и т. д.). Их деньги не нужны христианским общинам, но из этих средств каждый обращённый в лютеранство иудей получит деньги на обзаведение хозяйством и прокорм его несчастной семьи в зависимости от потребности;
- в-седьмых, принудить всех молодых и сильных их мужчин и женщин исключительно к тяжёлому физическому труду.

Хотя даже после этого немногие из них примут лютеранство и будут приняты лютеранами как братья, но отъезд упорствующих в своём лжеучении в другие страны, особенно в Иерусалим, не расстроит Лютера. Причём Лютер особо поясняет, что это — не месть, а лишь исполнение воли божьей.

## Значение
Слово «лютеранство» возникло как экзоним, первоначально категорически отвергаемый последователями евангелической церкви, отрицающими культ святых и считающими Лютера только «героем» и «прекрасным человеком», создателем немецкого языка и переводчиком Библии, а само вероучение формулировалось его учениками, сохранявшими дружбу и с объявленными Лютером врагами католиками-гуманистами, и с иудеями. Лютеранское вероучение основывается не на толковании трудов Лютера, а на толковании Священного Писания. Поскольку в данном памфлете Лютера чересчур широко используются источники, не имеющие отношения к Священному писанию и Священному преданию, и ввиду неразвитости других форм государственной собственности фактически ставится вопрос о приватизации всей государственной собственности, а лютеранство тесно связано с государством, то в XVII—XVIII веках этот памфлет был практически забыт. Однако духовный авторитет Лютера и его антисемитские высказывания были умело использованы нацистской пропагандой, что оказало значительное влияние на немецкое общество в период нацистской диктатуры в XX веке. В то же время лютеране Венгрии, Румынии, Дании и особенно Словакии и Норвегии обычно были наиболее активными участниками Сопротивления во всех его формах, в том числе, в укрывательстве и в организации эмиграции евреев, что, как правило, каралось нацистами жёстче, чем даже борьба против рейха и его сателлитов с оружием в руках.
Тот факт, что Хрустальная ночь 9 ноября 1938 года была в канун дня рождения Лютера, оказался быстро подхвачен верноподданными Гитлера. В частности, протестантский епископ Мартин Зассе писал в предисловии к брошюре «Долой их!: Мартин Лютер о евреях» следующее: «10 ноября, в день рождения Лютера, в Германии горят синагоги. […] В эти часы должен быть слышен голос немецкого пророка XVI века, который начал по неведению как друг евреев, но затем, движимый своим знанием, опытом и побуждаемый реальностью, стал величайшим антисемитом своего времени, предостерёгшим свой народ против евреев»…".
Цитаты из «О евреях и их лжи» назидательным тоном зачитываются в пропагандистском фильме «Еврей Зюсс», снятом в нацистской Германии под личным руководством рейхсминистра пропаганды Геббельса для подготовки населения к ужесточению гонений на евреев.
Но сам Лютер специально перед смертью в ходе службы 18 февраля 1546 года зачитал «Последнее предупреждение евреям», прямо противоречащее идеям нацистов: «Предложите им христианскую веру, так, чтобы они приняли Мессию, который — их брат и был рождён из их плоти и крови, и Он действительно того самого семени Авраама, которым они гордятся».
Поскольку ранее Лютер в своих памфлетах опроверг всевозможные «кровавые» наветы на евреев, то и в памфлете «О евреях и их лжи» они не упоминаются. Но в этом памфлете впервые выдвинута идея о возможности необычайно медленного и бескровного убийства пациентов врачами и других фактов саботажа. Гитлер считал: «Я не делал против евреев ничего такого, чтобы Церковь не предпринимала против них в течение 1500 лет». Но Гитлер скрывал от народа Германии факты массовых убийств. Кроме того, Церковь сама вообще ничего не предпринимала. Иоанн Златоуст объяснял, что деятели Церкви только подражали Ветхому завету, согласно которому грехи всех людей в целом обличаются на примере одного избранного народа, а фанатики неправильно это понимают и предпринимают действия против народа, а не против обличаемых грехов, свойственных представителям всех народов, и часто распространённых среди них значительно больше. В памфлете Лютера также чувствуется обычная для него сила убеждения тогда, когда он обличает, например, осуждаемый и Ветхим заветом грех ростовщичества, которым занимались отнюдь не только и не главным образом евреи, и другие обличающиеся и в Ветхом завете тоже грехи всех людей, поводом для обличения которых стало создание этого памфлета. В силу этого тезис о какой бы то ни было связи возникновения нацизма с памфлетом Лютера, которого противники обычно называли «объевреившимся» и «пол-еврея», с памфлетом, где на фоне зверств того времени и призывов самого Лютера убивать участников Крестьянской войны не только не было никаких призывов к убийствам, но, наоборот, обещались братские объятия всем обратившимся в лютеранство евреям, представляется недоказанным. Но деятельность возникших за рубежом различных радикальных протестантских групп, выступающих против медицинской помощи, и идеи «о врачах-вредителях» и ином саботаже со стороны всех профессиональных и этносоциальных групп, среди которых когда бы то ни было находилось много евреев, действительно, могут быть связаны именно с этим памфлетом — ранее иудеи и часто врачи в целом обвинялись только в эффективном лечении благодаря колдовству, а не в возможности неэффективного лечения всех пациентов вследствие саботажа.